# Тијана Милошевић
Тијана Милошевић (Београд, 1. март 1978) српска је виолинисткиња и универзитетски предавач. Концертмајстор је Београдске филхармоније.

## Биографија
Тијана Милошевић је рођена у Београду у музичкој породици. Почела је да свира виолину у својој четвртој години. Факултет музичке уметности у Београду уписала је са 15 година, где је дипломирала и магистрирала у класи професора Дејана Михаиловића. Такође је специјалистичке студије завршила на Џулијарду у Њујорку, у класи Дороти Дилеј и Луиса Каплана. Године 1998. године постаје најмлађи концертмајстор у историји Београдске филхармоније. Тијана Милошевић је била ангажована и као заменик концертмајстора Атинске камерате, а поред позиције концертмајстора Београдске филхармоније, ради и као концертмајстор камерног ансамбла Double sensе, који са солистом Немањом Радуловићем наступа широм Европе. Тијана Милошевић је такође активна у области образовања. Она је иницијатор и један од ментора пројекта Академије Оркестарских музичара Филхадемије, која омогућава младим музичарима да практикују оркестрално свирање на крају студија, кроз предавања, радионице и практично образовање. Филхадемија пружа рад са менторима, индивидуални и секцијски рад. Да би добили искуство у свим компонентама оркестарског рада, полазници заједно са филхармоничарима припремају завршни концерт, предвођени одлично рангираним диригентом Фабрисом Болоном.
Професор је виолине на Уметничкој академији при Алфа универзитету.
Она је учествовала на Евровизији као чланица евровизијског тима Жељка Јоксимовића. Певач је 2004. на такмичењу у Истанбулу освојио друго место, а виолинисткиња је на његовом наступу имала запажену улогу.
Тијана Милошевић је наступала са познатим диригентима, међу којима су Зубин Мехта, Невил Маринер, Курт Мазур, Дејвид Зинеман, Џејмс Де Прист, Михаил Јуровски и други, као и солисти као што су Иcак Перлман, Џошуа Вајт, Гил Шахам, Сара Ханг, Миша Маиски и многи други.
Тијана Милошевић свира на виолини Енрика Рока (Ђенова, 1910), која је власништво Београдске филхармоније.
Објавила је неколико ЦД издања за ПГП РТС, међу којима се издвајају соло албум у области класичне музике Музика за Тијану и етно џез класик амбијентал ЦД под називом World music contact.

## Лични живот
Тијана је удата за перкусионисту Зорана Кикија Чаушевића и са њиме има два сина, Аљошу и Арена. Милошевићева је ћерка Божидара-Боки Милошевића, српског кларинетисте и магистра музике.
Има две сестре Ксенију и Гордану. Ксенија је певачица, виолинисткиња и концертмајстор у Београдској филхармонији.